# Muğla (province)
Pour la ville, voir Muğla.
La province de Muğla est une des 81 provinces (en turc : il, au singulier, et iller au pluriel) de la Turquie.
Sa préfecture (en turc : valiliği) se trouve dans la ville éponyme de Muğla.
Elle correspond en partie à l'ancienne province antique de Carie.

## Géographie
Sa superficie est de 13 338 km2.

## Population
En 2013, la province était peuplée d'environ 866 665 habitants, soit une densité de population d'environ 65 hab./km2.
| 2000    | 2001    | 2002    | 2003    | 2004    | 2005    | 2006    |
| ------- | ------- | ------- | ------- | ------- | ------- | ------- |
| 663 606 | 678 204 | 692 171 | 706 136 | 720 650 | 735 582 | 750 865 |

| 2007    | 2008    | 2009    | 2010    | 2011    | 2012    | 2013    |
| ------- | ------- | ------- | ------- | ------- | ------- | ------- |
| 766 156 | 791 424 | 802 381 | 817 503 | 838 324 | 851 145 | 866 665 |

| 2014    | 2015    | 2016    | 2017    | 2018    | 2019    | 2020      |
| ------- | ------- | ------- | ------- | ------- | ------- | --------- |
| 894 509 | 908 877 | 923 773 | 938 751 | 967 487 | 983 142 | 1 000 773 |

| 2021      | 2022      | 2023      | - | - | - | - |
| --------- | --------- | --------- | - | - | - | - |
| 1 021 141 | 1 048 185 | 1 066 736 | - | - | - | - |

## Administration
La province est administrée par un préfet (en turc : vali).

## Subdivisions
La province est divisée en 12 districts (en turc : ilçe, au singulier).
En 2014 est créé le nouveau district de Seydikemer.
Le district de Muğla a été renommé Menteşe.